# Göydəlləkli
Göydəlləkli è un comune dell'Azerbaigian situato nel distretto di Ağsu. Conta una popolazione di 557 abitanti.